# Biserica de lemn din Merișani

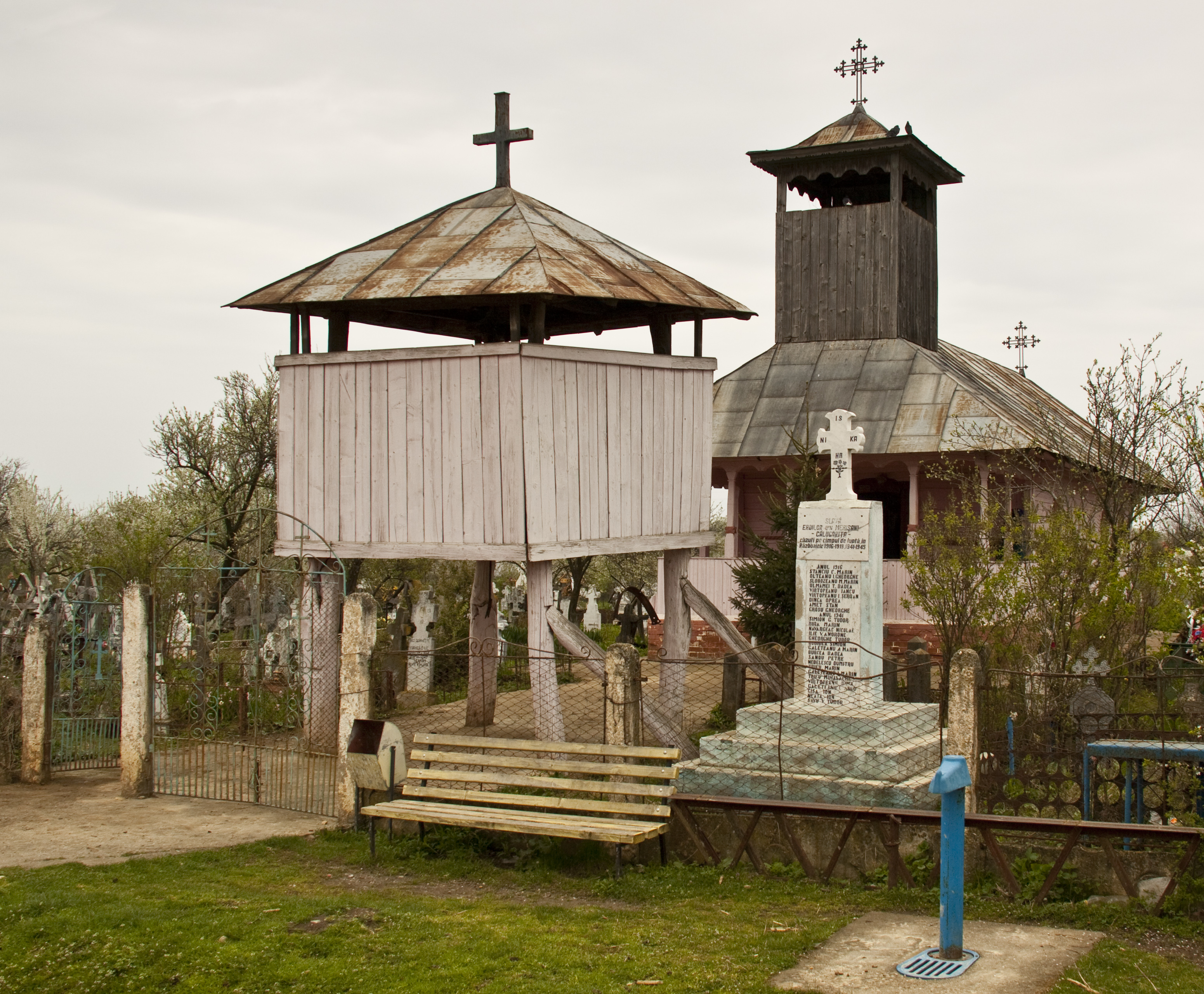
Biserica de lemn din Merişani, județul Teleorman. Foto: aprilie 2011

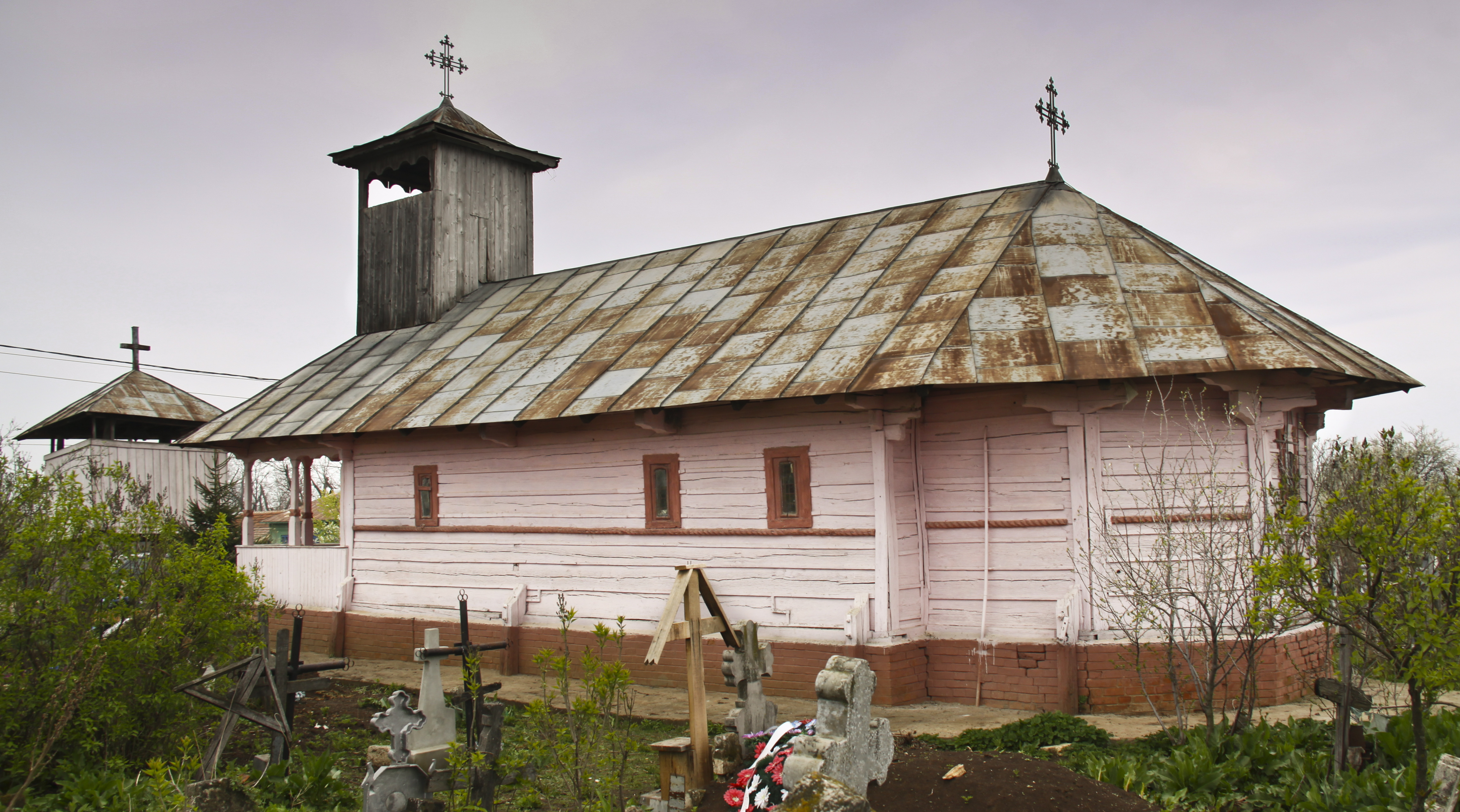
Vedere din cimitir. Foto: aprilie 2011

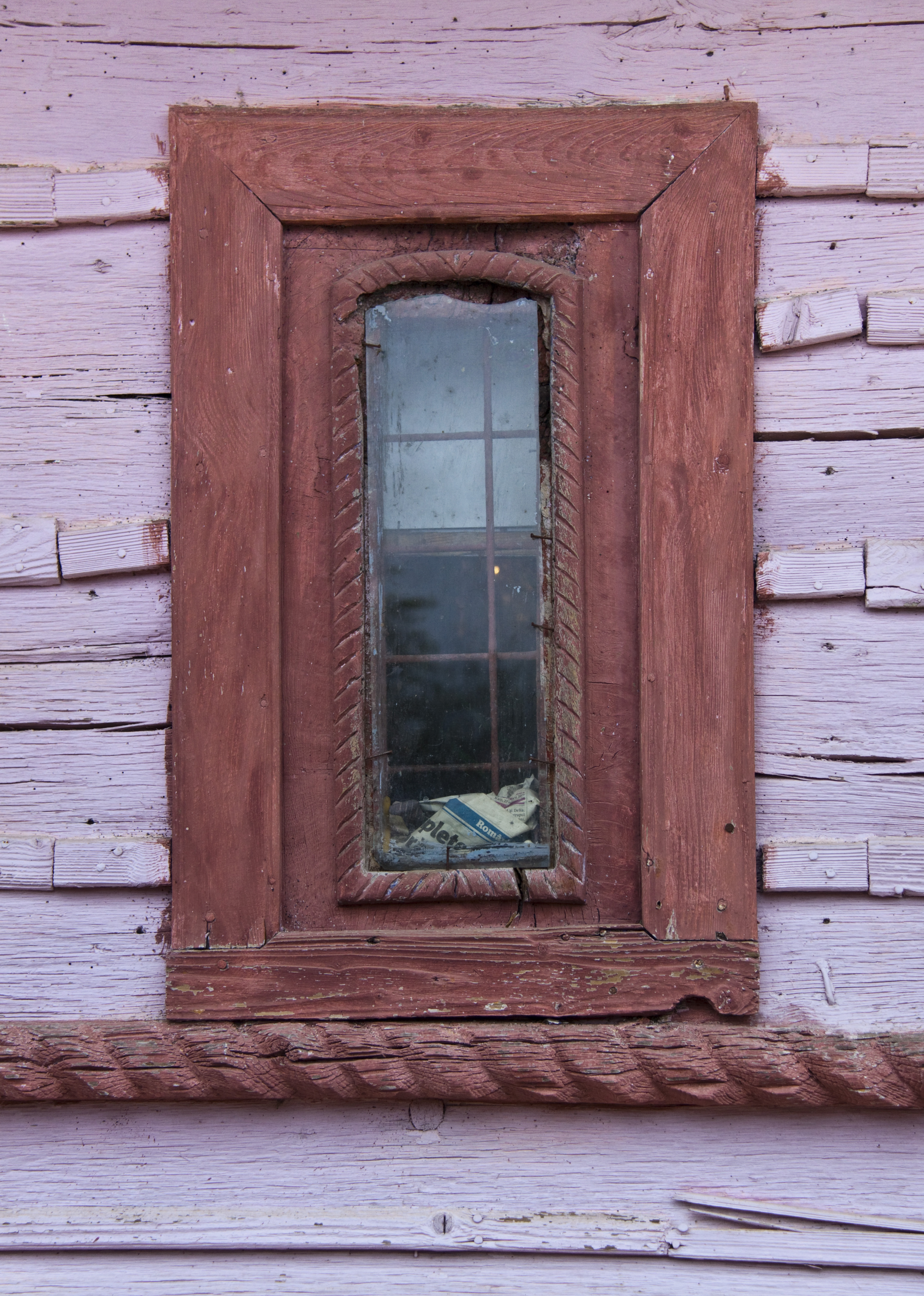
Fereastră la naos, sud. Elemente decorative. Foto: aprilie 2011

Biserica de lemn din Merișani se află în localitatea omonimă, comuna Băbăița din județul Teleorman și poartă hramul „Sfântul Nicolae”. Este antedatată de o inscripție din anul 7317 al erei bizantine, anul 1809 ai erei noastre, fiind în fapt cu mult mai veche. Este una dintre bisericile călătoare, fiind adusă din Muscel, din satul Vultureștii de Jos, și ridicată pe locul actual înainte de anul 1865. Biserica din Merișani prezintă valori documentare și artistice demne de păstrat, mai ales într-o zonă unde numărul vechilor biserici de lemn rămase este redus. Se remarcă prin structura bine păstrată și elemente decorative, accentuate la intrare, pridvor și ferestre. Insripția de pe dosul ușii de la intrare constituie un valoros izvor documentar. Biserica este înscrisă pe noua listă a monumentelor istorice, LMI 2004:  TR-II-m-A-14361.

## Istoric
După tradiția locală, biserica de lemn este una călătoare. Ea a fost adusă cu căruțele în Merișani, fost Călugărița sau Jarcaleți, din satul Vultureștii de Jos, zona Muscelului. Inscripția din dosul ușii de la intrare stă mărturie prețioasă asupra vechimii lăcașului. Inscripția se păstrează în întregime iar textul în română, scris cu chirilice, se poate citi astfel: „ Anul 7317 luna martie ziua 18, de diaconul Constandin i Vasile, sub înalta cârmuire a preasfințitului mitropolit Dosoftei”. Anul erei bizantine 7317 corespunde anului 1809 după nașterea lui Christos, în anul păstoriei mitropolitului Dositei Filitti. Inscripția de la 1809 nu pare a fi cea de la ridicarea lăcașului, consemnând mai degrabă o refacere a ei. Catagrafia de la 1810 din fostul județ Muscel, nu consemna vechimea bisericii din Vulturești ci doar că era în stare bună. Totuși, preoții care serveau în biserica cu hramul „Cuvioasa Paraschiva” erau sfințiți pentru această biserică mult înaintea inscripției de pe ușă. Preotul Damaschin sin Bârzescu, 40 de ani, era sfințit în anul 1795 pentru această biserică, preotul și cântărețul Constantin sin popa Nicolae, 41 de ani, fusese sfințit pentru biserică în anul 1797, diaconul Ioan sin Marin, 50 de ani, era sfințit pentru aceeași biserică în anul 1790. Constantin sin popa Nicolae se poate identifica cu diaconul Constantin, cel care s-a semnat pe dosul ușii în anul 1809. Așadar, inscripția din dosul intrării foarte probabil doar antedatează construcția, aceasta fiind mult mai veche. Spre aceeași concluzie trimite și starea de uzură a grinzilor de stejar din butea bisericii, care nu corespunde unei biserici de secol 19.
Un eveniment important din destinul acestei construcții este transferul și reconstrucția ei în Merișani. Momentul în care a avut loc este indicat înainte de 1865. În localitate nu a existat o altă biserică imediat anterioară, lipsind din catagrafiile din 1810, 1831 și din harta rusească din 1835, Nu se știe de ce a fost adusă de la o asemenea depărtare, circa 120 km, dar se știe că înainte de secularizarea averilor mănăstirești din 1863 și de reforma agrară din 1864, fostul sat Călugărița, astăzi satul Merișani, era propietatea schitului de călugărițe Nămăești iar drumul dintre schit și moșie trecea prin satul Vultureștii de Jos. Odată cu remontarea bisericii în Merișani a fost probabil adăugat un turn peste pridvor și poate chiar pridvorul în fața intrării. Lemnele din pridvor par a fi mai puțin uzate decât cele din pereți, indicând un adaus al pridvorului într-o fază secundară.
Biserica a fost restaurată în anul 1888, după un incendiu, și în 1939-1940, în regia Comisiunii Monumentelor Istorice.

## Trăsături
Biserica din Merișani are dimensiuni modeste, planimetrie comună și câteva elemente artistice care o scot în evidență.
De la vest la est, biserica este împărțită în cele patru încăperi tradiționale: pridvor închis, tindă și naos, despărțite de un perete, și altar. Altarul este mai îngust și terminat poligonal, în cinci laturi. Peretele de nord al naosului este prelungit în dreptul altarului, atât cât să formeze un mic buzunar pentru proscomidie deschis în altar. Iconostasul păstrează icoanele împărătești, de o parte și de alta a celor trei uși spre altar. Bolta interioară trece din naos în tindă. Încăperile sunt luminate de un număr redus de ferestre, în mod surprinzător, toate în formele originale.
Structura originală se păstrează în mare parte și a fost ridicată din bârne de stejar, fasonate din lemne crepate. Bârnele au fost încheiate la colțuri în cheotori netede, bisericești, în coadă de rândunică. Între bârne au apărut în timp spații libere, care au fost închise pe exterior cu șipci. Acolo unde golurile sunt vizibile, se văd din loc în loc câte un cep care leagă bârnele pe verticală, oprind deformările din perete. Se remarcă gradul mai ridicat de uzură al grinzilor din butea bisericii în comparație cu cele din pridvor.
Din punct de vedere artistic, se remarcă în principal funia mediană, funia de pe portalul de la intrare, de pe cadrele ferestrelor cât și tăietura expresivă a stâlpilor de la pridvor și a cosoroabelor care îi leagă în partea de sus. Sculptura puternic profilată în jurul ferestrelor și brâul median amintesc într-o oarecare măsură de bisericile din Jupânești, Valea Faurului și din Cerșani Vale, toate din zona din care a fost adusă biserica.

## Imagini din exterior

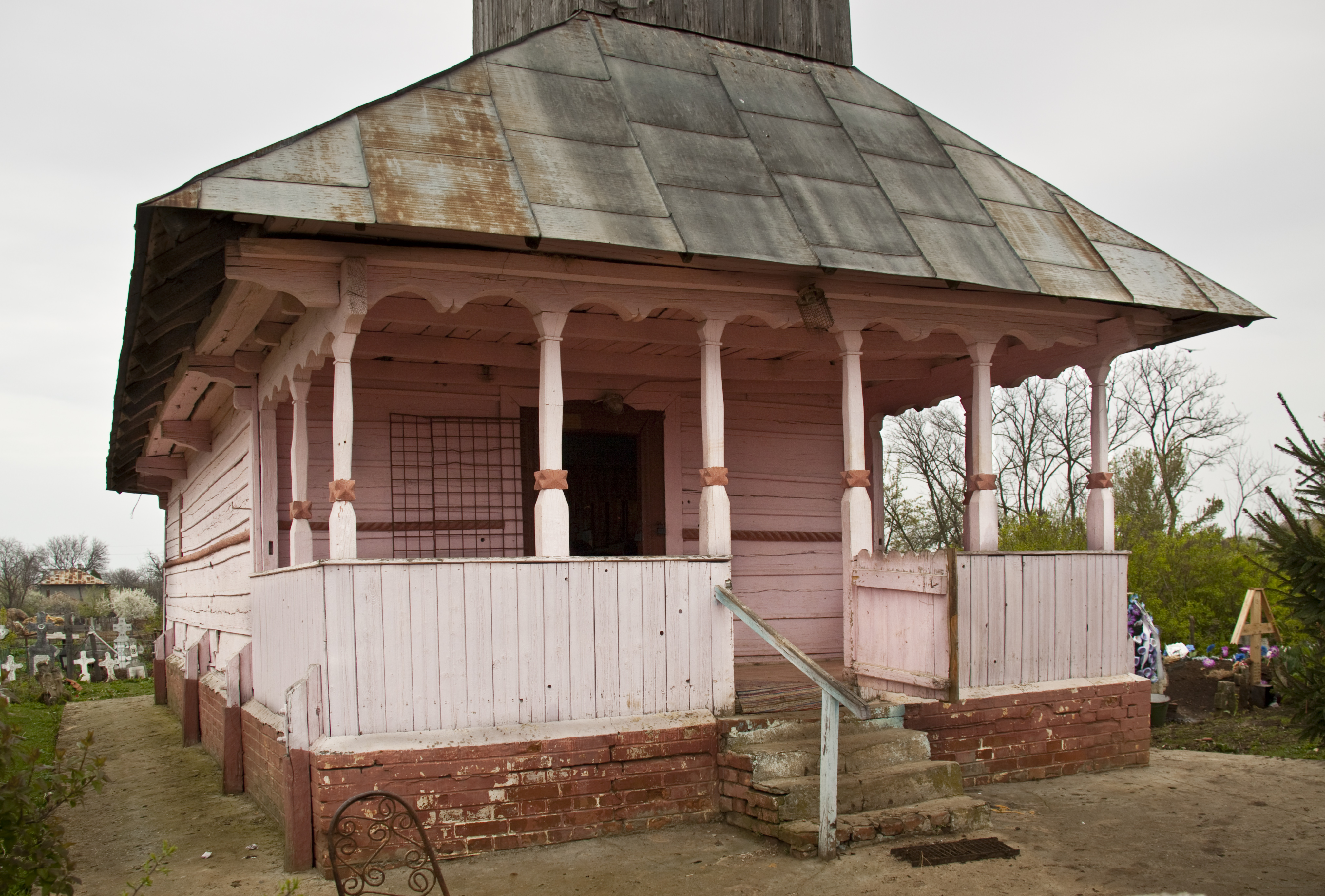
pridvor
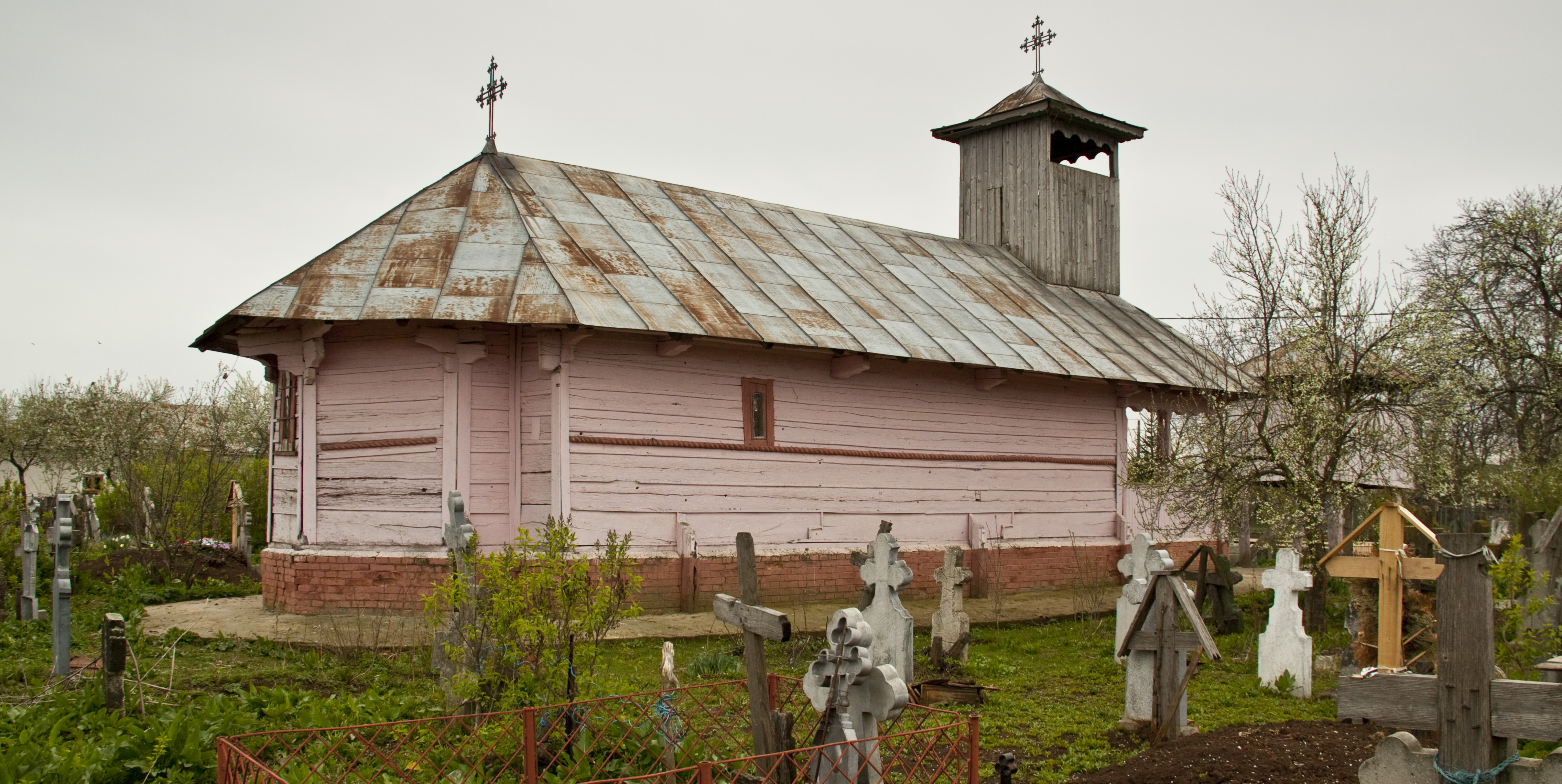
nord
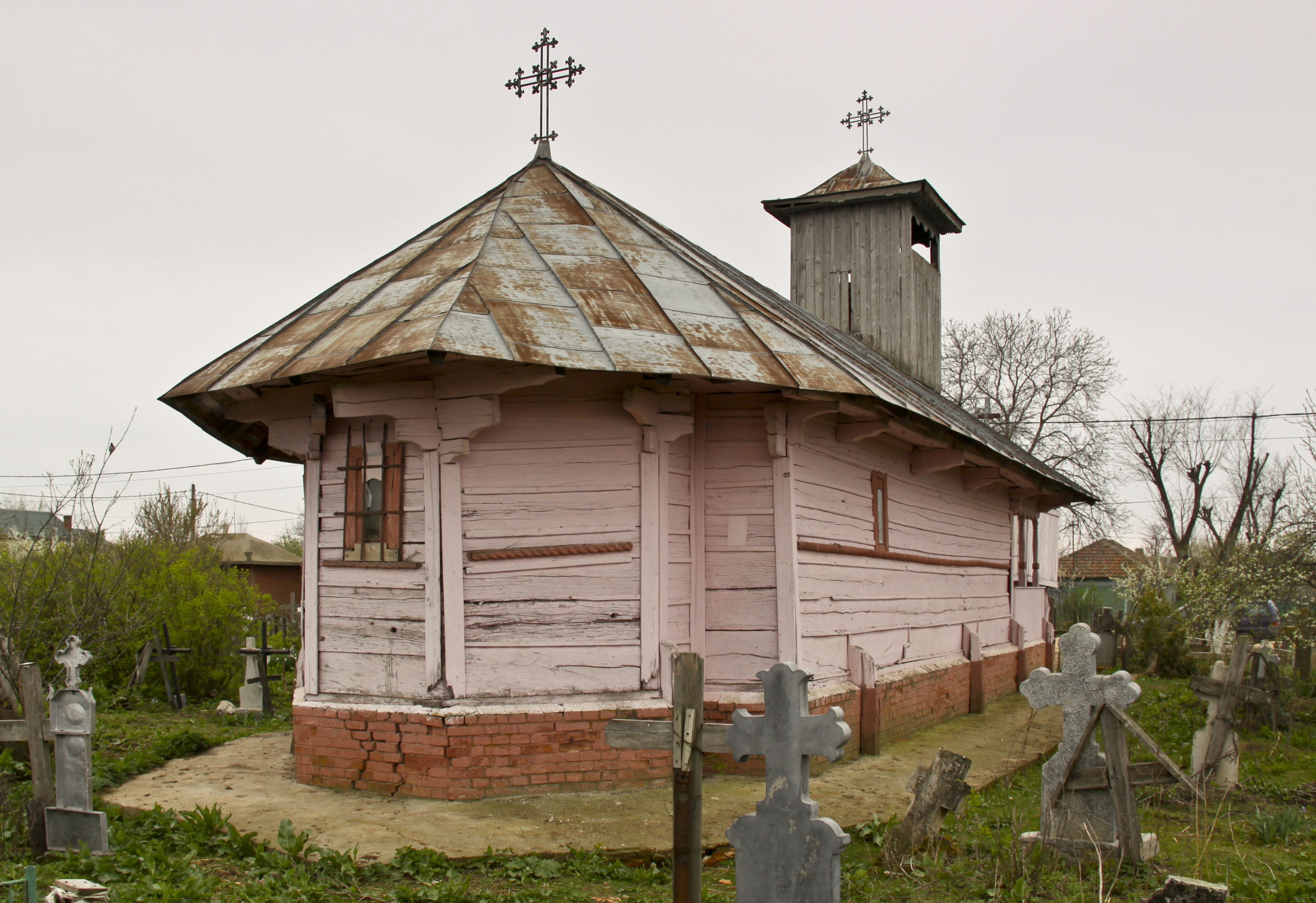
nord-est
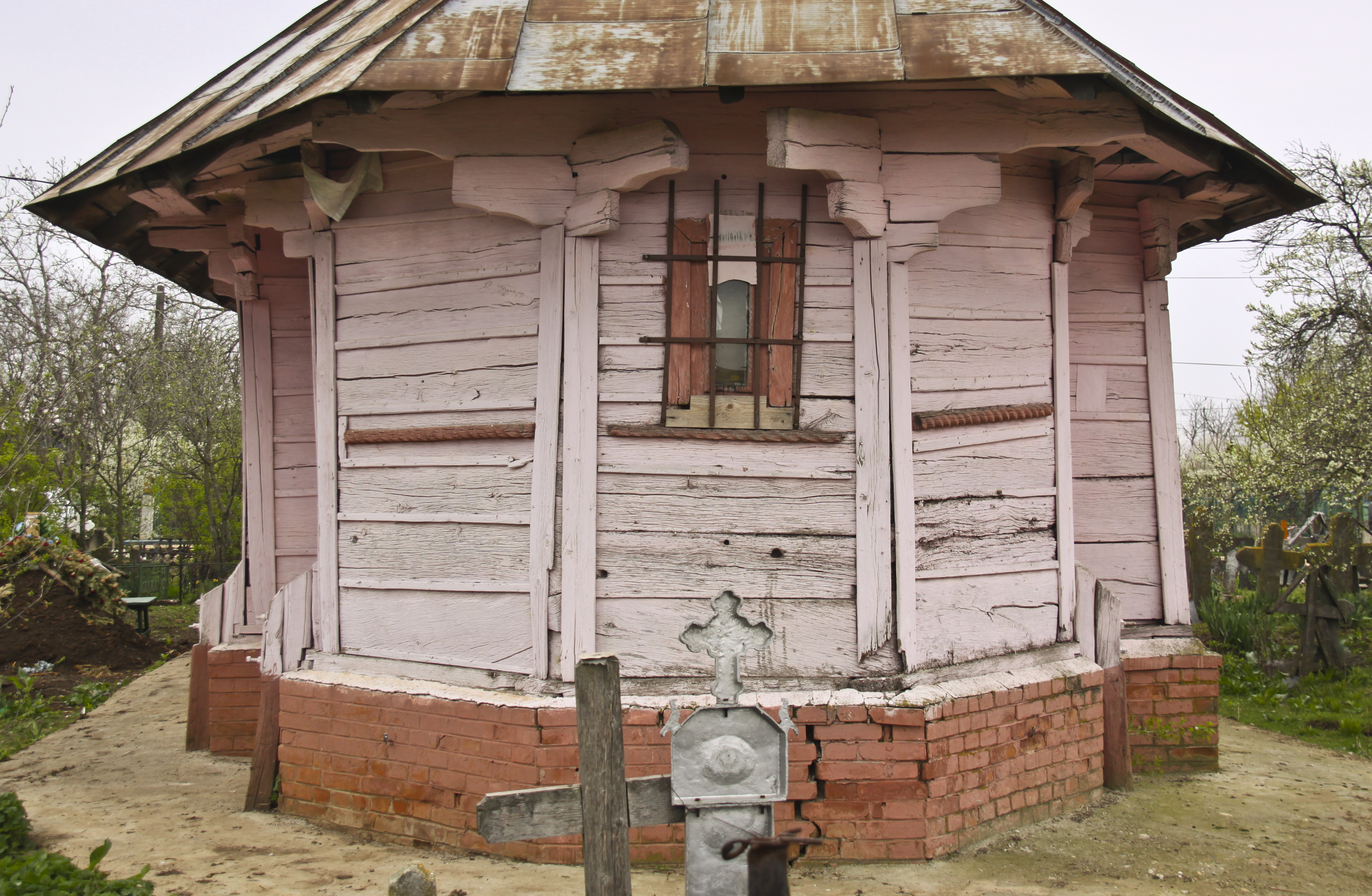
est
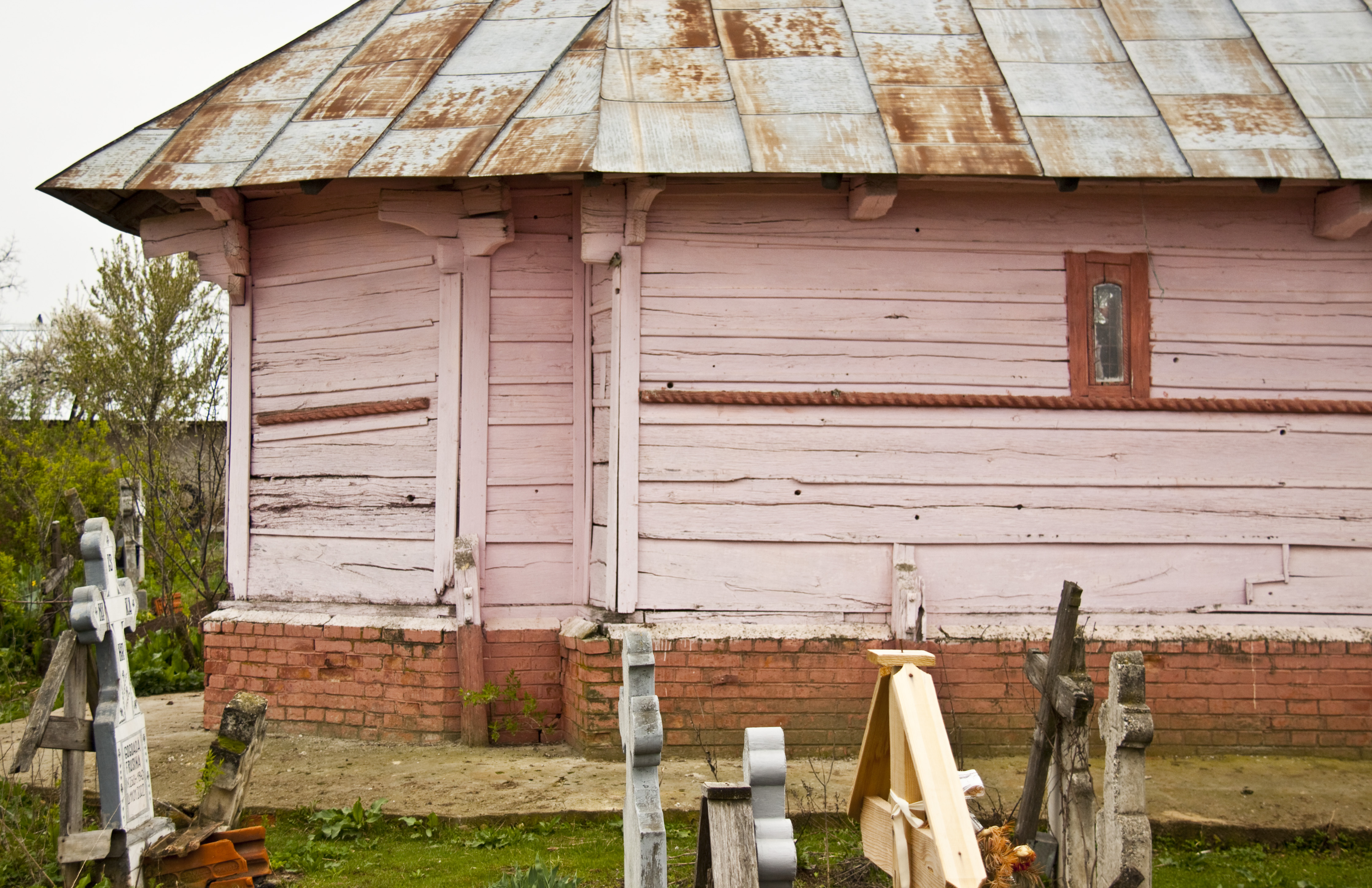
altar şi proscomidie, nord
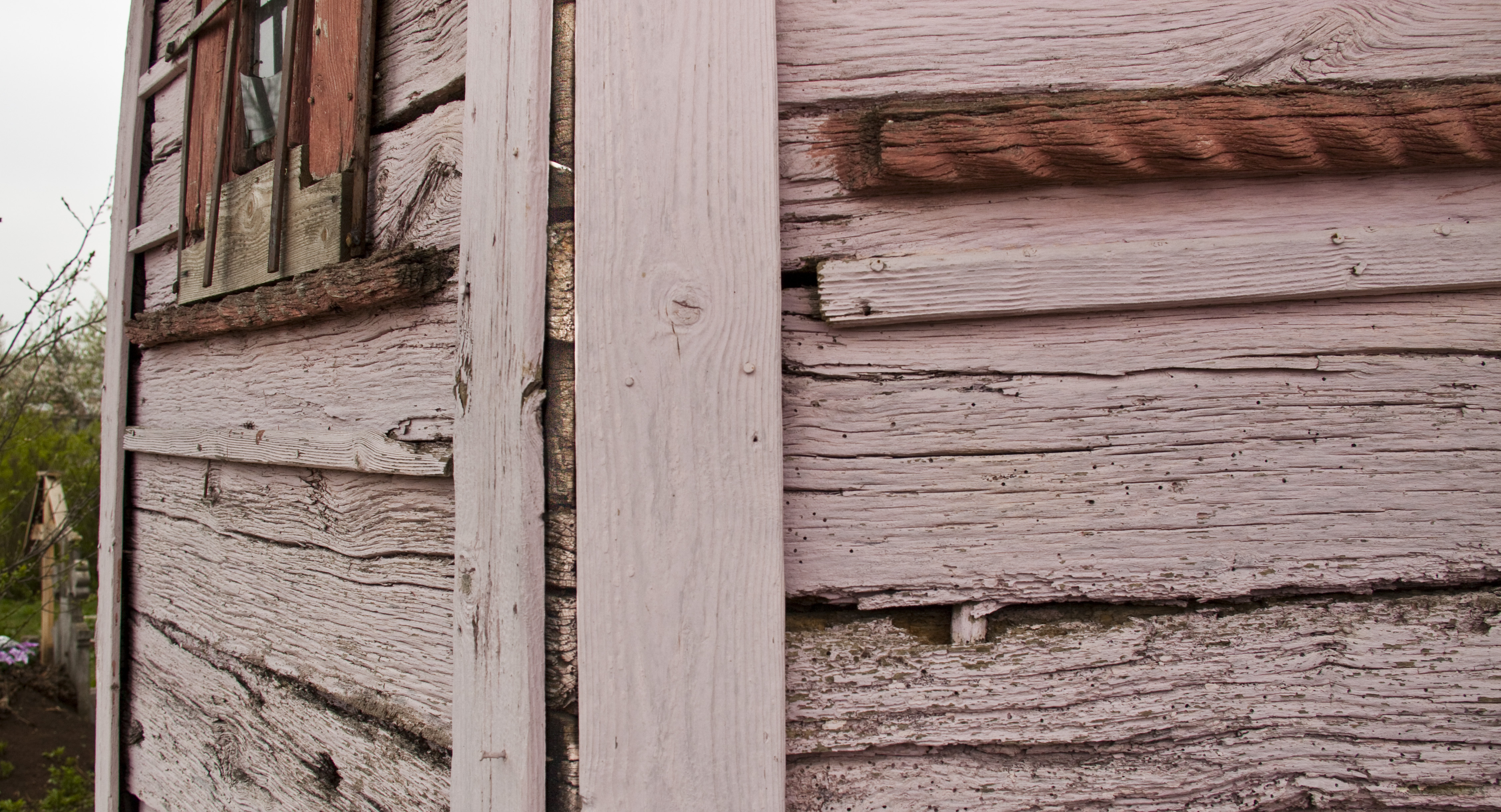
cep între bârne la altar, nord-est
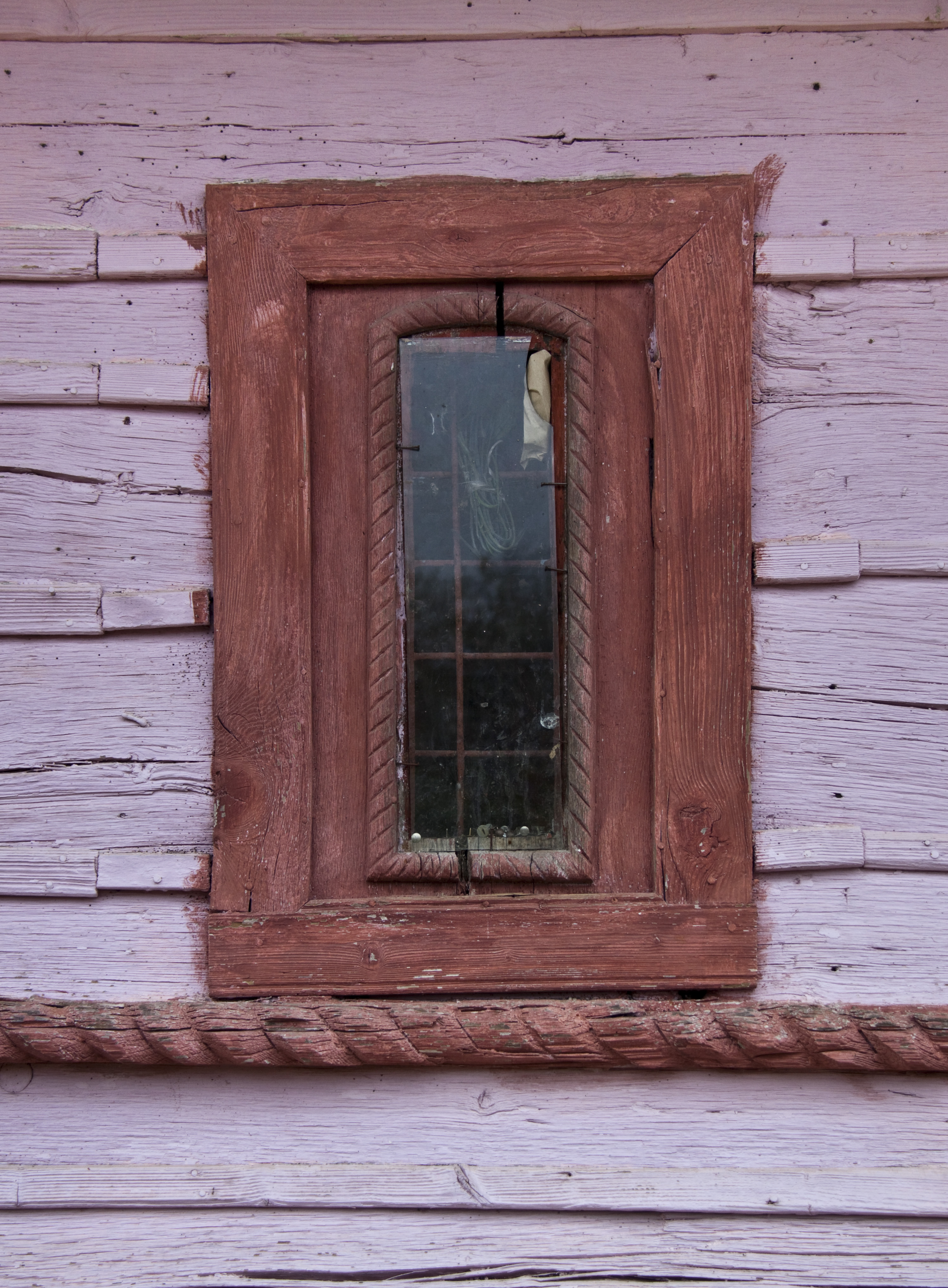
fereastră la naos, sud
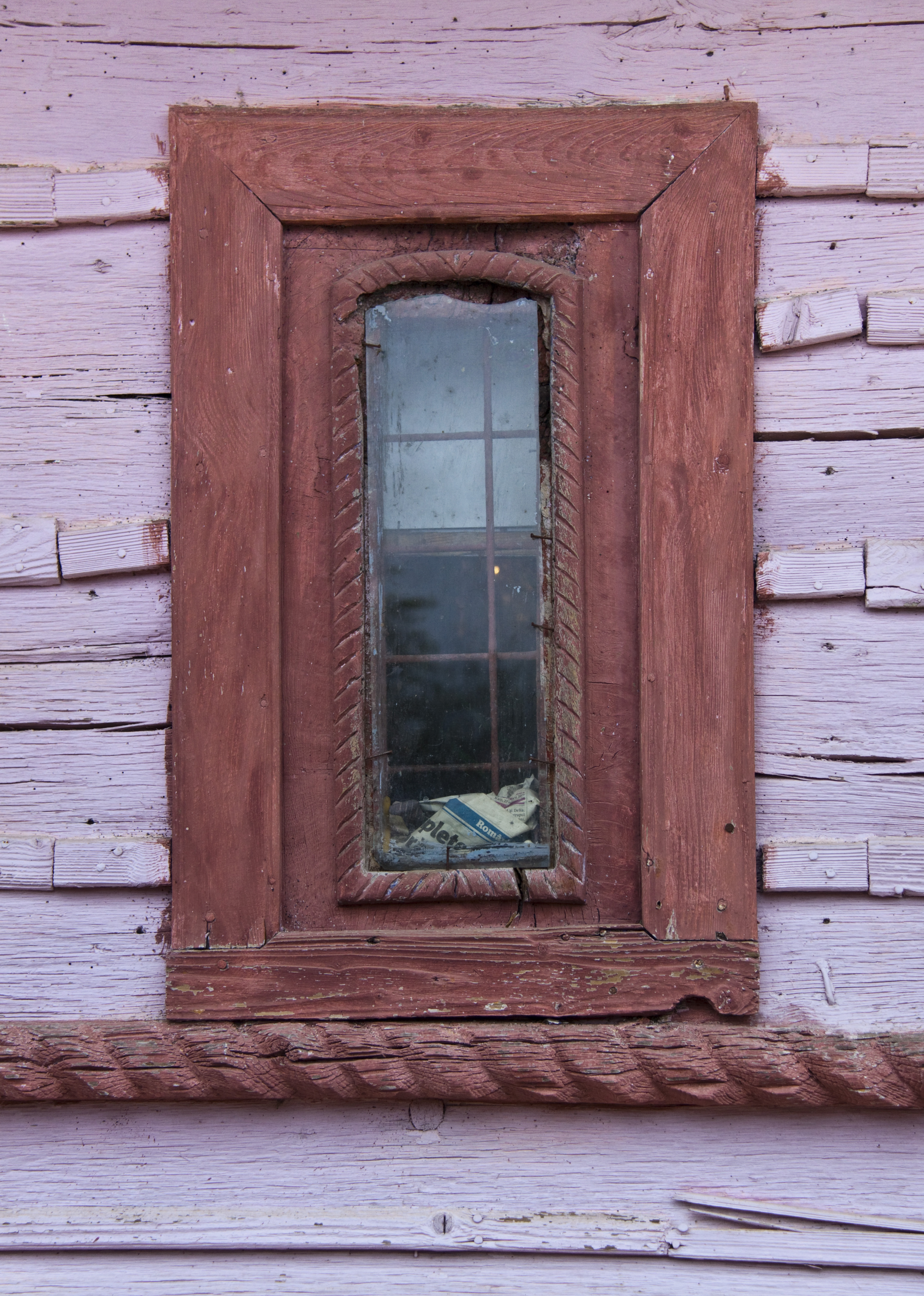
fereastră la naos, sud
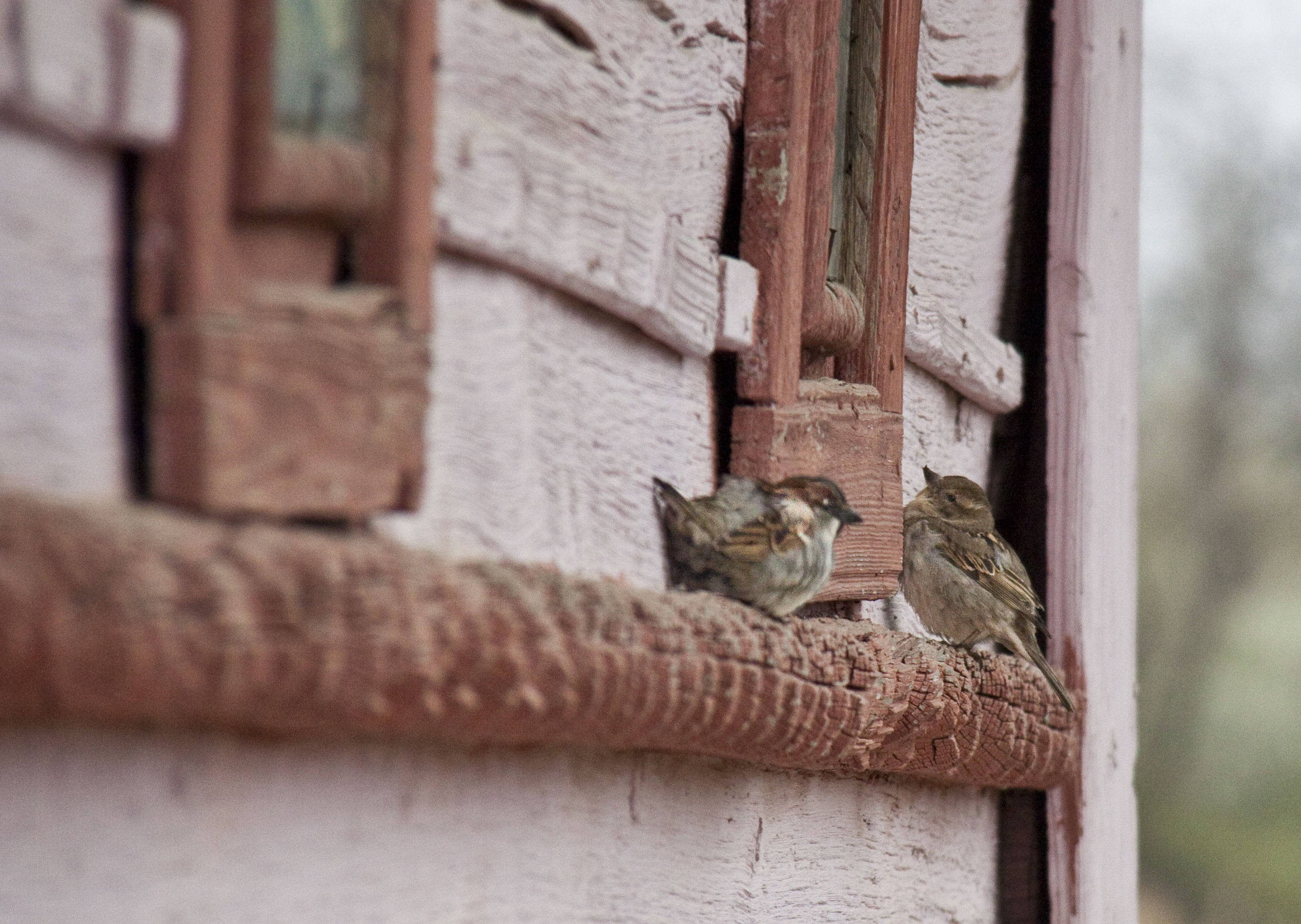
brâu pe sub ferestre la naos, sud
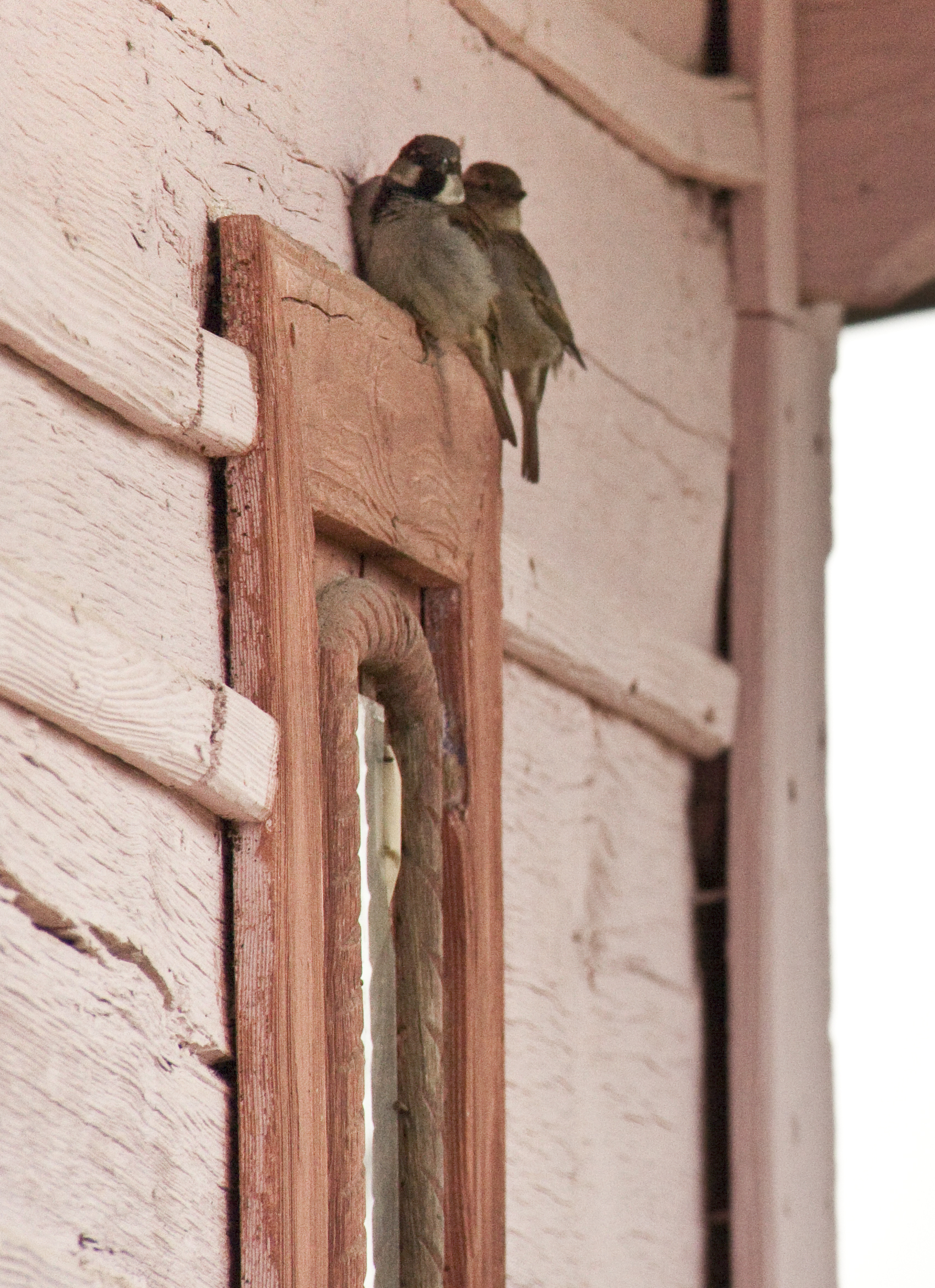
fereastră la naos, sud
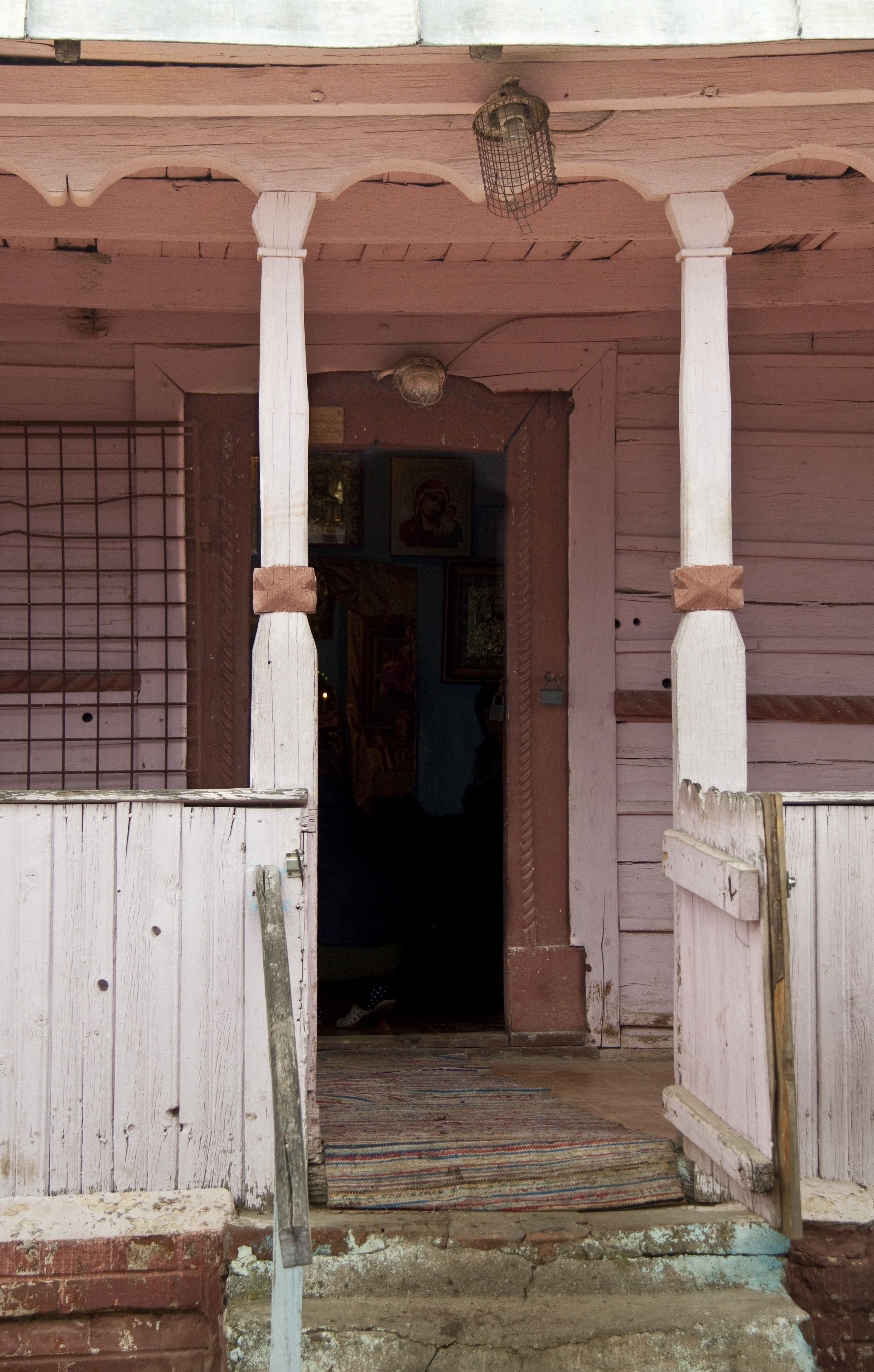
intrarea în pridvor
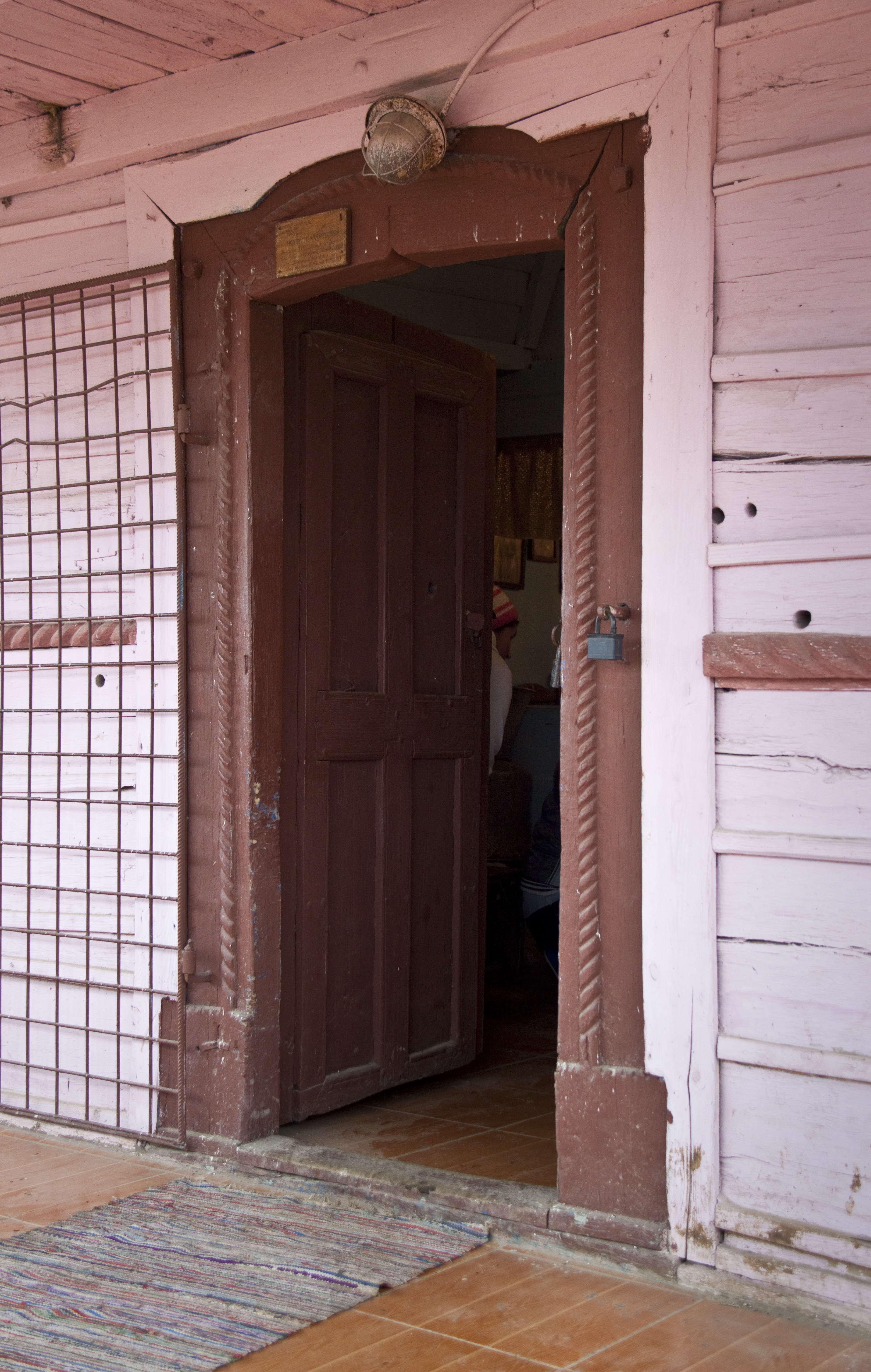
intrarea în biserică
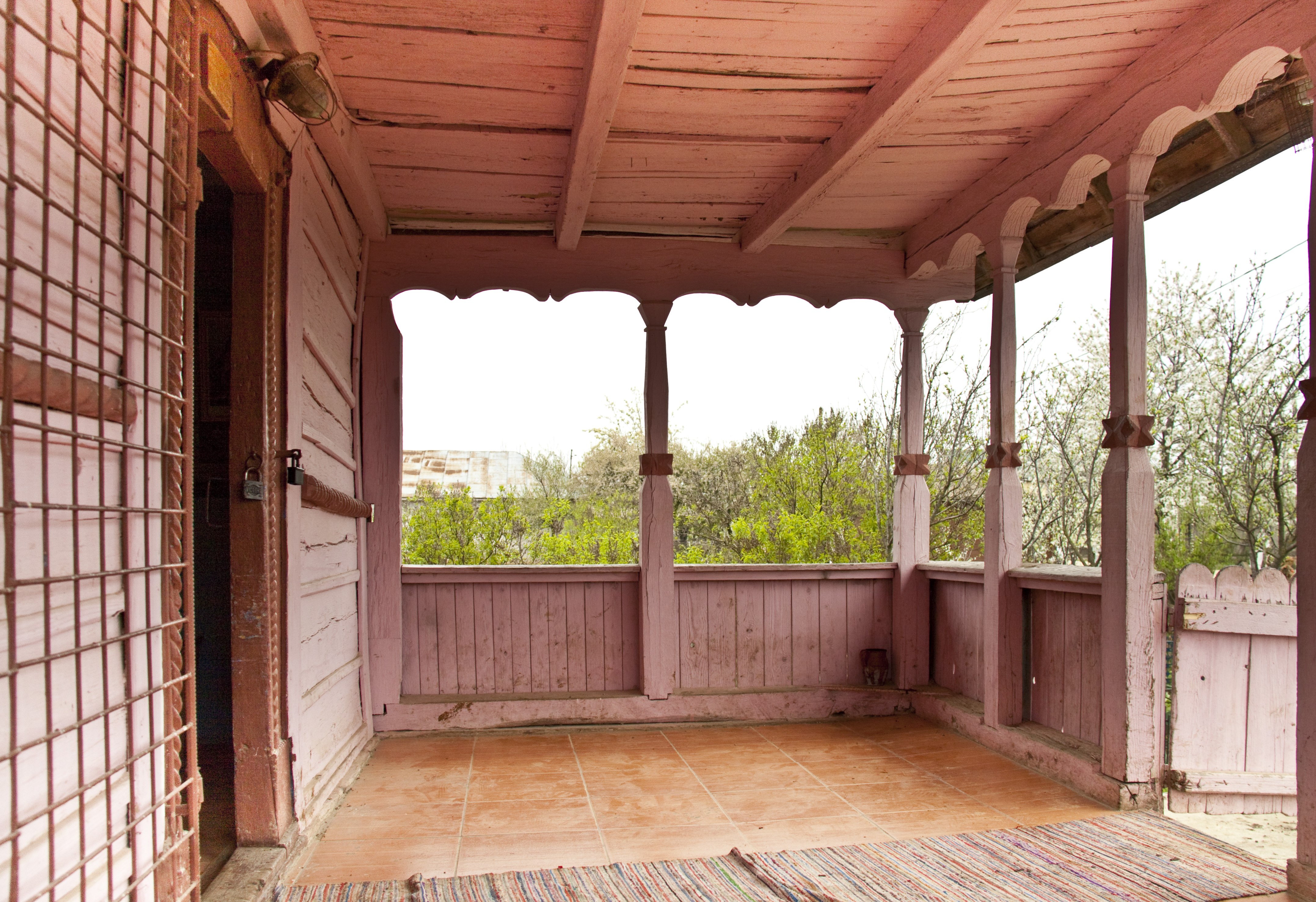
interiorul în pridvor
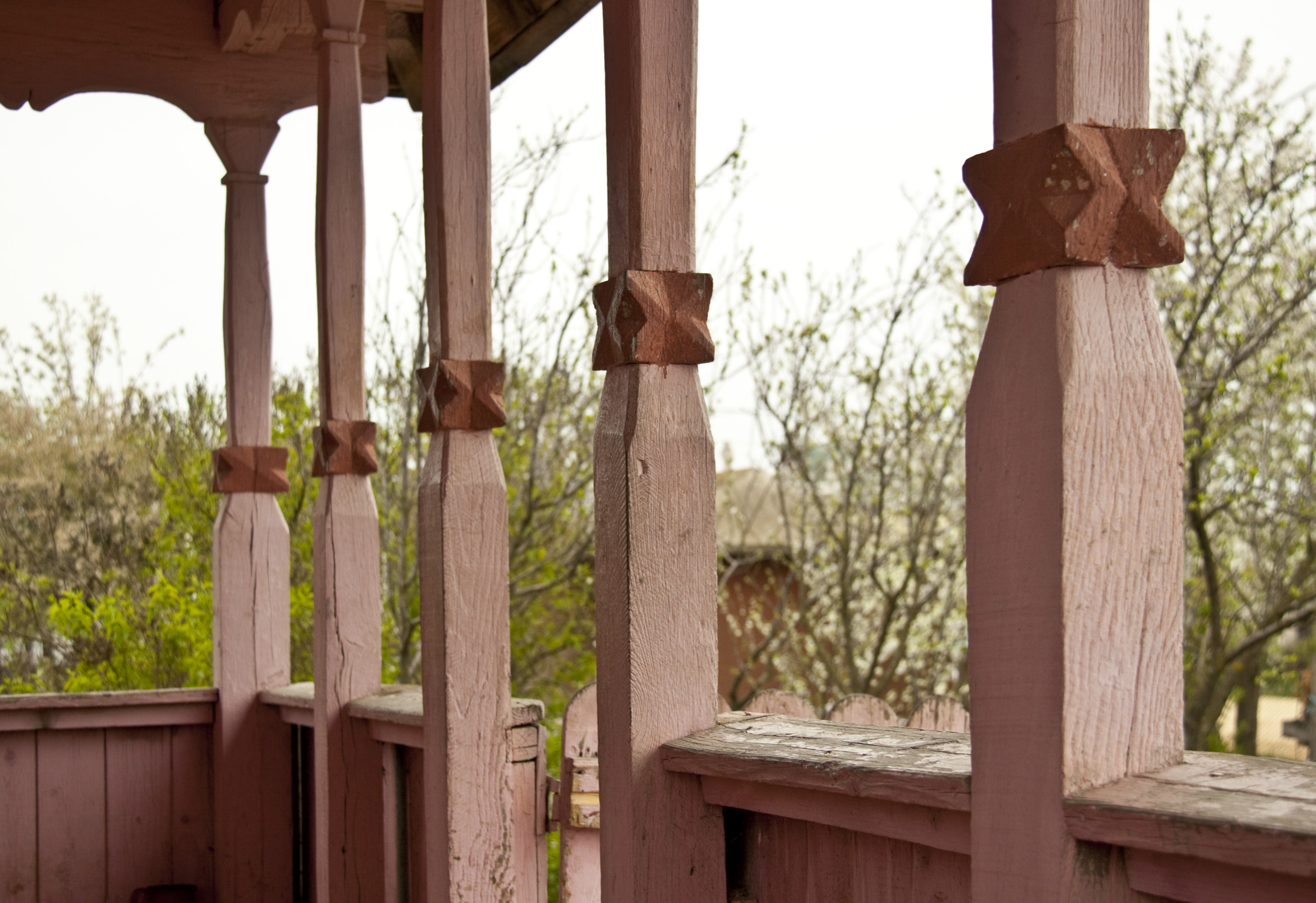
sculptură mediană la stâlpi
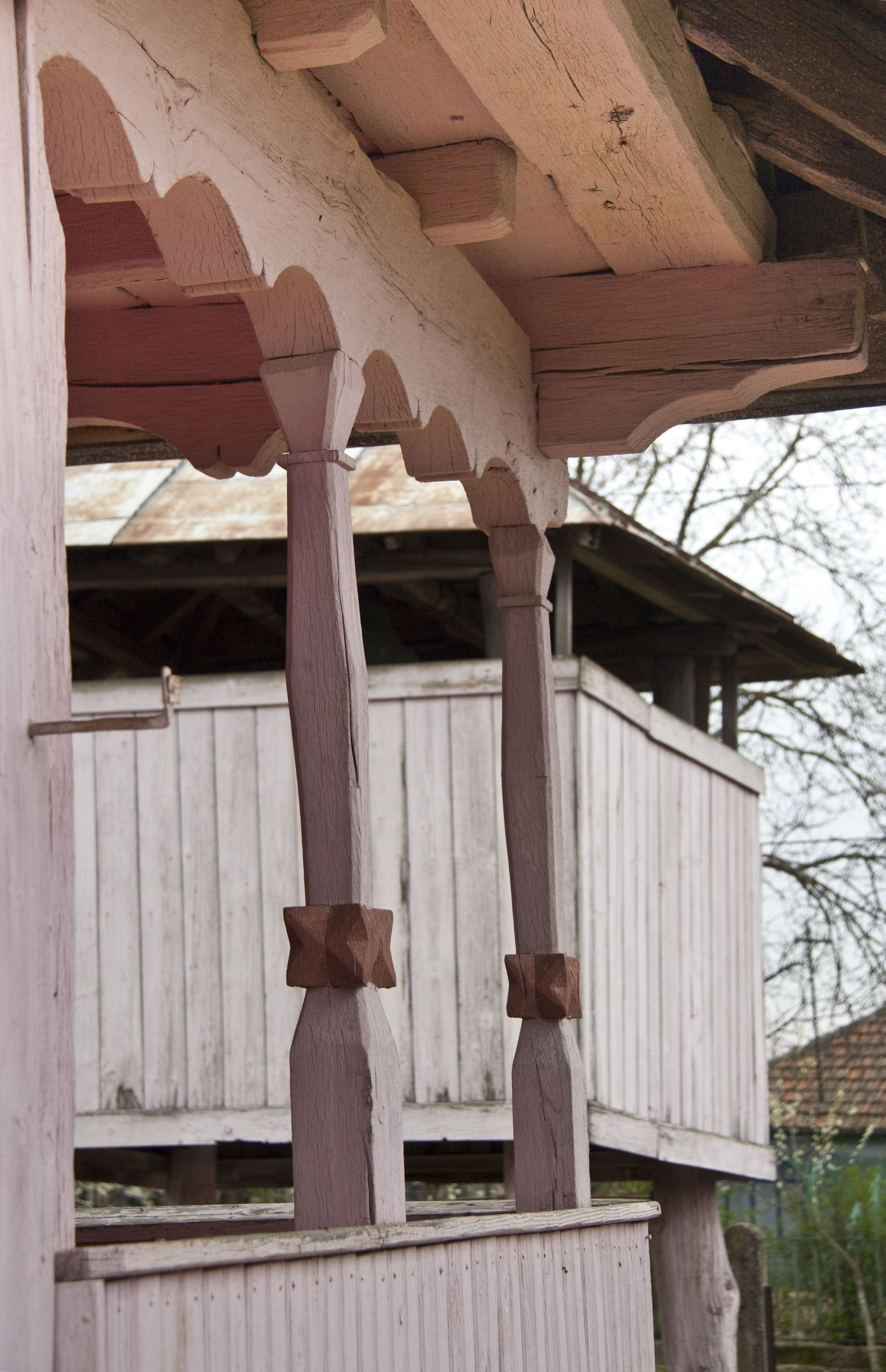
pridvor, nord